# Schizomus africanus
Schizomus africanus är en spindeldjursart som först beskrevs av Hansen 1905.  Schizomus africanus ingår i släktet Schizomus och familjen Hubbardiidae. Inga underarter finns listade i Catalogue of Life.